# Barcode Tinnasit Isarapongporn
Tinnasit Isarapongporn (en tailandés:ตฤณสิษฐ์ อิสระพงศ์พร) nacido el 4 de agosto de 2004, conocido como Barcode Tinnasit, es un actor tailandés conocido por su participación en KinnPorsche.

## Primeros años y educación
Tinnasit Isarapongporn nació el 4 de agosto de 2004 en Tailandia. Es el hermano menor de la actriz Ploypapas Isarapongporn, conocida artísticamente como Creamy. Comenzó su educación en la escuela Joseph Upatham, continuó en la escuela Kornitaksuksa y completó sus estudios secundarios en el colegio Suankularb Wittayalai, graduándose en febrero de 2023. Actualmente, cursa la carrera de Artes de la Comunicación en la Universidad de Chulalongkorn, una de las instituciones académicas más prestigiosas de Tailandia.

## Carrera
Barcode Tinnasit Isarapongporn debutó como actor en 2022 interpretando a Porchay Kittisawasd en la serie KinnPorsche: The Series, una producción de Be On Cloud emitida por One31 y iQIYI. Su personaje, hermano menor del protagonista Porsche, fue bien recibido por la audiencia, y su interpretación incluyó la canción "เพลงนี้ชื่อว่าเธอ" ("This Song is Called You") como parte de la banda sonora oficial de la serie. 
En 2023, asumió su primer papel protagónico como Non Thanakorn Prathipsit en la serie de suspenso Dead Friend Forever (DFF), transmitida por iQIYI y GMM One. 
En abril de 2024, Barcode anunció su salida de Be On Cloud durante el evento "BFF Fan Meeting". Posteriormente, fue representado por Aplan International entre mayo y septiembre del mismo año.
En octubre de 2024, fundó su propio sello, Taintis Studio, y en diciembre de 2024 se unió a GMMTV, una de las principales productoras de entretenimiento en Tailandia.
En 2024, realizó una aparición especial como Earth en la serie Good Doctor y participó en el programa You Sure Me Tour. Para 2025, está previsto que protagonice las series Happy Ending, interpretando a Anawin, y Wuju Bakery, donde dará vida a Wuju, ambas con Jeff Satur.
En 2025, Barcode fue seleccionado para interpretar a Ciar en la serie Revamp: The Undead Story, reemplazando al actor Santa Pongsapak Oudompoch en este papel. La serie, de género misterio, romance y fantasía BL, será emitida por GMM 25. 

## Filmografía

### Series de televisión
| Año          | Título                   | Rol                          | Notas            |
| ------------ | ------------------------ | ---------------------------- | ---------------- |
| 2022         | KinnPorsche              | Porchay Pitchaya Kittisawasd | Papel secundario |
| 2023         | Dead Friend Forever      | Non Thanakorn Prathipsit     | Papel principal  |
| 2024         | Good Doctor              | Earth                        | Invitado         |
| 2025         | Revamp: The Undead Story | Ciar                         | Papel secundario |
| Por anunciar | Wuju's Bakery            | U Ju                         | Papel principal  |
| Por anunciar | Happy Ending             | Anawin                       | Papel principal  |

## Discografía

### Sencillos
| Título                                 | Año                           | Álbum/Sencillo                |
| Apariciones en bandas sonoras          | Apariciones en bandas sonoras | Apariciones en bandas sonoras |
| -------------------------------------- | ----------------------------- | ----------------------------- |
| This song is called you (เพลงนี้ชื่อว่าเธอ) | 2022                          | KinnPorsche OST               |
| No More Dream                          | 2023                          | Dead Friend Forever OST       |
| Lesson One                             | 2025                          | Boys in Love OST              |
| Como artista principal                 |                               |                               |
| No Right (หมาหวงก้าง)                   | 2024                          | Sencillos sin álbum           |
| Move Your Body (เขยิบเข้ามา)             | 2024                          | Sencillos sin álbum           |
| Only Christmas                         | 2024                          | Sencillos sin álbum           |

## Premios y nominaciones
| Premio                 | Año  | Categoría                             | Nominado/obra | Resultado |
| ---------------------- | ---- | ------------------------------------- | ------------- | --------- |
| TikTok Awards Thailand | 2022 | Estrella en Ascenso del Año           | KinnPorsche   | Ganador   |
| Kazz Awards            | 2023 | Estrella Brillante del Año, Masculino | KinnPorsche   | Ganador   |